# Guillermo Mordillo

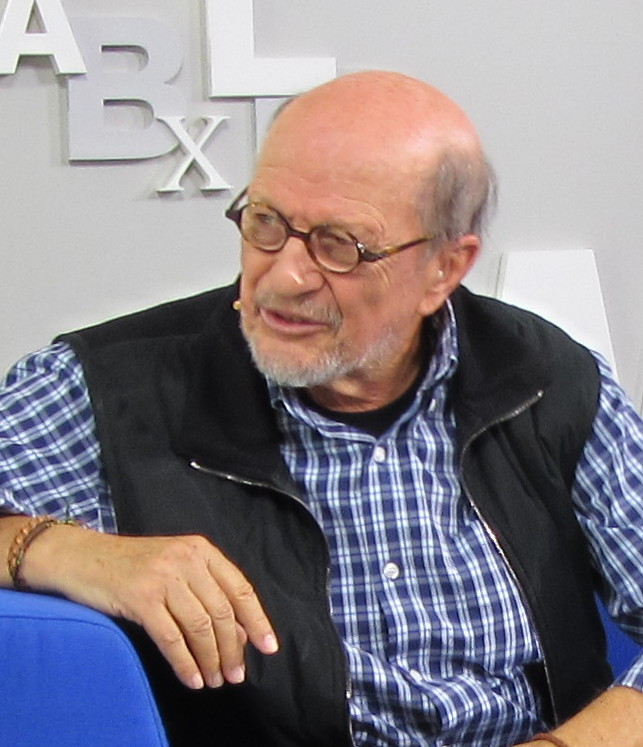
Mordillo (2012)

Guillermo Mordillo (* 4. August 1932 in Buenos Aires; † 29. Juni 2019 in Palmanova, Mallorca) war ein argentinischer humoristischer Zeichner.

## Leben
Als Sohn spanischer Einwanderer – der Vater war Elektriker, die Mutter Hausangestellte – verbrachte Mordillo seine Kindheit im Stadtteil Villa Pueyrredón in Buenos Aires. Schon als Kind „mit zwei oder drei Jahren“ war er am Zeichnen interessiert und schloss 1948 die Ausbildung zum Illustrator mit einem Diplom an der dortigen Journalistenschule ab. In den folgenden zwei Jahren illustrierte er Kinderbücher. Später wechselte er zum Studio des argentinischen Trickfilmpioniers José Burone Bruché, der 1950 ein eigenes Unternehmen gegründet hatte, und war als Zeichner an mehreren Märchenfilmen beteiligt wie Cuentos de Perrault (Geschichten von Perrault), Cuentos de Schmid (Geschichten von Schmid), Los músicos de Bremen (Bremer Stadtmusikanten) und Los tres cerditos (Die drei kleinen Schweinchen). 1952 war Mordillo an der Gründung der Galas Studios beteiligt. Am 7. November 1955 ging er als freier Werbegrafiker nach Lima, wo er als Artdirector für die Agentur McCann Erickson tätig war. 1958 illustrierte er die Fabeln des Äsop. Da er auch für den US-amerikanischen Postkartenhersteller Hallmark Cards tätig war, zog er 1960 nach New York, wo er vom Filmstudio Paramount Pictures verpflichtet wurde und als Zeichner für populäre Cartoon-Serien wie Popeye und Little Lulu eingesetzt wurde. Außerdem entwarf er zwei Charaktere für den Kurzfilm Trick for tree. 1961 fertigte er Grußkarten für OZ Greeting Cards (New York) an.
Im August 1963 reiste Mordillo angeblich mit nur 150 Dollar und ohne französische Sprachkenntnisse nach Paris, wo er am 19. September 1963 eintraf und anfangs humoristische Briefe für den Mic-Mac-Verlag anfertigte. Ab Juli 1966 zeichnete er für die Magazine Le Pelerin und Paris Match. Zwei Jahre später begann auch der deutsche Stern seine Comic-Strips zu drucken. Der französische Verlag Editions Glénat wurde Anfang der 1970er-Jahre zum Hauptvermarkter von Mordillos Werken, deren weltweiter Erfolg mit der Cartoon-Serie Das Piratenschiff einsetzte. Schnell fanden zahlreiche Merchandising-Produkte Absatz wie Poster, Kalender, Kleidungsstücke, Plüschtiere, Postkarten, Spielfiguren und Puzzles sowie CD-ROMs, Schulartikel und ein Computerspiel. Mordillo wurde damals zu einem der kommerziell erfolgreichsten Zeichner. Sehr bekannt sind seine Figuren mit den charakteristischen großen, runden Nasen auch durch die Werbe-Spots der 1980er-Jahre für die ARD-Fernsehlotterie Ein Platz an der Sonne. Seit den 1970er-Jahren veröffentlichte Mordillo seine Werke in Deutschland beim Heye-Verlag.
In Paris lernte er seine spätere Ehefrau Amparo Camarasa kennen, die er 1969 heiratete; aus der Ehe gingen zwei Kinder hervor: Sebastian Jerome (* 1970) und Cecile Isabelle (* 1972). 1980 zog der Zeichner nach Mallorca, über das er sagte: „Nirgendwo sonst kann man an einem Tisch sitzen und ist als Ausländer garantiert keine Minderheit.“ Im selben Jahr wurde er Präsident der International Association of Authors of Comics and Cartoons (AIAC) in Genf. Nach seinem 18-jährigen Aufenthalt in Spanien kehrte Mordillo 1998 nach Frankreich zurück, behielt allerdings zunächst sein Anwesen auf Mallorca.
Kritiker störten sich an der kommerziellen Ausrichtung Mordillos, der von sich selbst sagte, er habe sich zumindest am Anfang seiner Karriere nicht als Künstler, sondern als Journalist verstanden. Erst wenn Cartoons auch in Museen wie dem Louvre oder dem Prado hingen, sei er bereit, von Kunst zu sprechen. Er arbeitete regelmäßig für die Werbung, u. a. für einen benachbarten Golfplatz in Santa Ponça auf Mallorca: „Sehr weit am Anfang hatten die Karikaturen eine politische Aussage. Ich glaube, in jedem meiner Werke steckt eine politische Idee, jedoch an zweiter und nicht an erster Stelle.“ Seine Figuren haben keinerlei individuellen Charakter, sind oft nackt, nie mit Texten unterlegt und gelten somit als „universell“ und weltweit verständlich. Seit 2007 vermarktete der Zeichner seine handsignierten Werke auch im Internet unter Mordillo Collection. 2012 zeichnete er für den Kinofilm Crazy Island.
Für seine Arbeiten erhielt Mordillo zahlreiche internationale Auszeichnungen, u. a. wurde er 1977 im kanadischen Montreal auf dem Salon International de L’Humour zum besten Zeichner der Welt gekürt, 1992 rangierte er beim US-Fachmagazin Witty World auf dem dritten Platz von 245 Zeichnern aus 46 Ländern. Am 6. November 1997 wurde Mordillo die Ehrenprofessur für Humor der Universität im spanischen Alcalá de Henares verliehen. Er war Träger der Silbermedaille bei der V. Biennale internationaler humoristischer Zeichner in Tolentino (Italien), der Goldmedaille der argentinischen Zeichner und der französischen Palme d’Or.
Seit 2003 war er Großvater. Er sprach neben Spanisch auch Englisch und Französisch, spielte Golf und lebte zeitweise in Monaco. Er starb am 29. Juni 2019 im Alter von 86 Jahren auf Mallorca.

## Reaktion nach dem Anschlag auf die Redaktion vonCharlie Hebdo
Nach dem Anschlag auf die Redaktion der französischen Satire-Zeitschrift Charlie Hebdo am 7. Januar 2015 in Paris äußerte Mordillo, er habe an dem Tag einen „traurigen Clown mit einem Bleistift in der Hand“ gezeichnet: „Wissen Sie, die Essenz von Humor war für mich lange Zeit Zärtlichkeit und Angst. Jetzt ist davon nur noch die Angst geblieben. Für mich muss man in der Geschichte des Humors eine neue Einteilung finden: vor und nach Charlie Hebdo. Es wird nie wieder so sein wie davor.“ Er kritisierte, dass die Solidarität mit den Kollegen zu spät gekommen sei, da sie „schon jahrelang“ von einem Anschlag bedroht gewesen seien.

## Arbeitsstil
Mordillo sah sich selbst „eher als Designer“ und fertigte mit Bleistift oder Tusche eine Vorzeichnung an, die er später kolorierte. In der Regel arbeitete er an mehreren Cartoons gleichzeitig, um Eintönigkeit zu vermeiden. Im Laufe eines Tages stellte er daher manchmal mehrere Werke fertig (insgesamt weit über 2000), signierte, datierte und fotografierte sie. Die „besten Ideen“ habe er immer vor seinem Mittagsschlaf, sagte Mordillo im hohen Alter. Seinen Verzicht auf Worte begründete er 2005 so: „Meine Bilder haben keine Texte, weil ich viele Jahre in Ländern verbracht habe, deren Sprache ich anfangs nicht richtig konnte, und da habe ich mich nicht getraut, Bildunterschriften zu schreiben.“ Seine Original-Bilder verkaufte Mordillo nicht, sondern nur das Recht der Vervielfältigung und Verbreitung.

## Mordillo-Zitate
- „Nachdem Gott die Welt erschaffen hatte, schuf er Mann und Frau. Um das Ganze vor dem Untergang zu bewahren, erfand er den Humor.“[8]
- „Es war der zweite Tag nach meiner Geburt. Am ersten wurde ich geboren, am zweiten dachte ich: Ich will ein Karikaturist werden. So ungefähr muss es gewesen sein.“[4]
- „Ich versuche, auf niemanden zu hören und vor allem nicht auf mich selbst.“[4]
- „Humor ist der Geist, der inmitten des ewigen Lebens-Tanzes Pirouetten dreht.“[9]

## Werke (Auswahl)

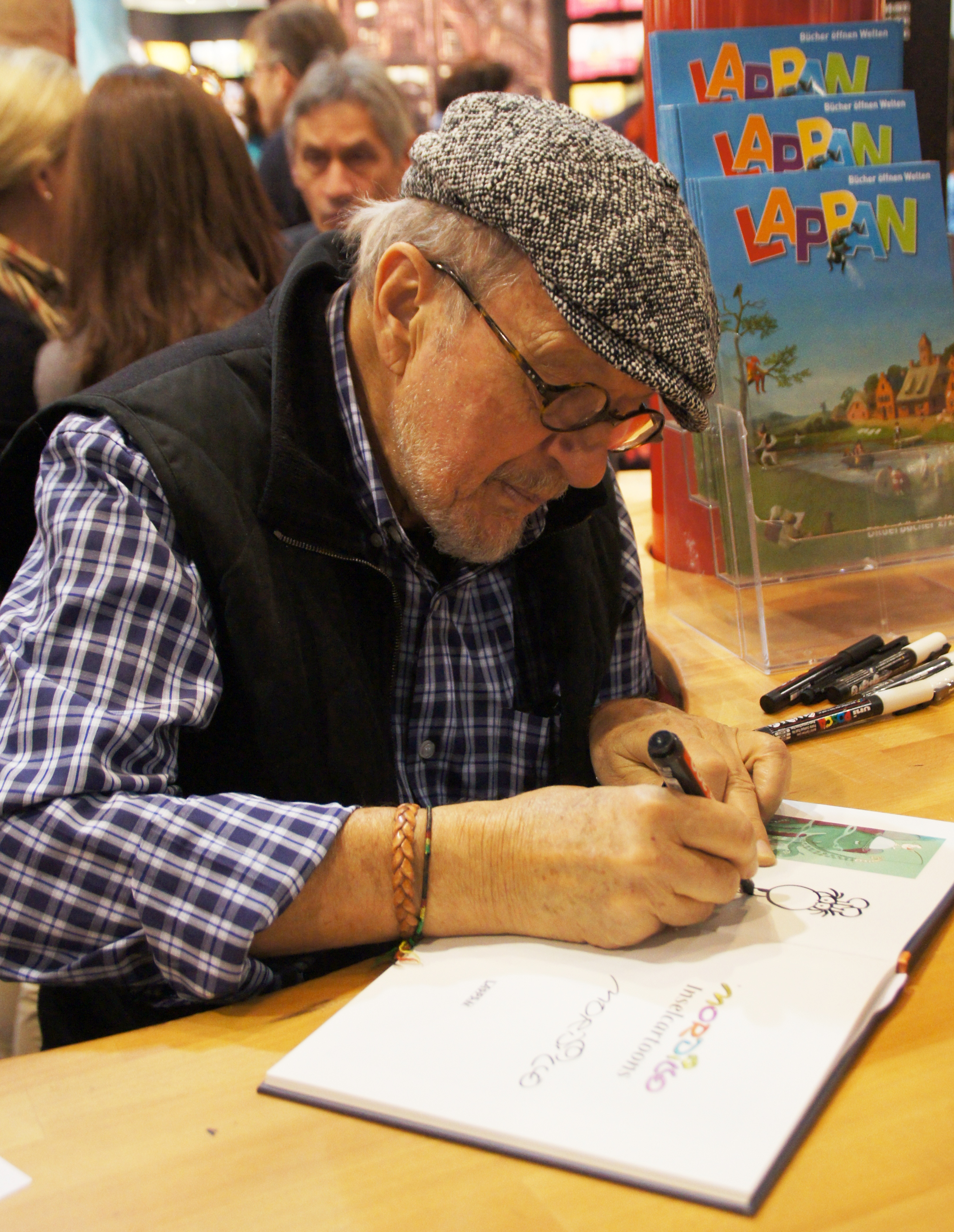
Mordillo 2012 auf der Frankfurter Buchmesse

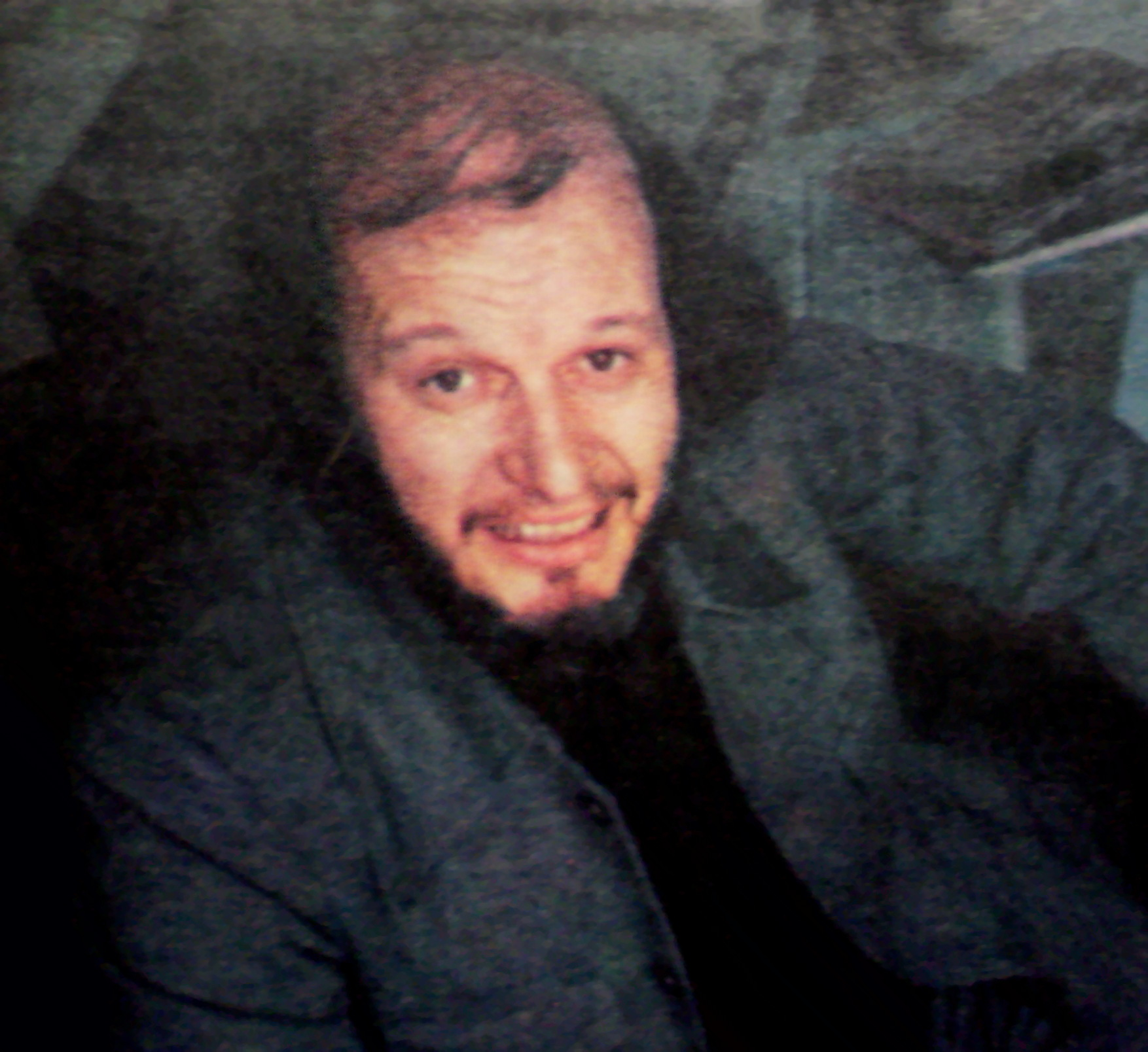
Mordillo 1974

- Das Piratenschiff. Insel-Verlag, Frankfurt 1971. (auch Soroverskibet, Host et Son, Copenhagen, Denmark; O Barco Dos Piratas, Publicacoes Dom Quixote, Lisboa)
- Der Große Mordillo. Verlag Gerhard Stalling, Oldenburg / Hamburg 1974, ISBN 3-7979-1646-9.
- Harlin Quist: Crazy Cowboy. Insel-Verlag, Frankfurt 1972, ISBN 3-458-33704-0. (auch Emme Edizioni, Milano)
- Das Giraffenbuch. Insel-Verlag, Frankfurt 1973, ISBN 3-458-31737-6.
- Das Giraffenbuch II. Insel-Verlag, Frankfurt 1974, ISBN 3-458-31771-6.
- Crazy Crazy Das Dschungelbuch. Insel-Verlag, Frankfurt 1974.
- Große Pläne kleine Steine. Friedrich W. Heyne-Verlag, München 1975.
- Mordillo’s Träumereien – und andere wunderliche Geschichten. Insel-Verlag, Frankfurt 1975, ISBN 3-458-31808-9.
- Der kleine Mordillo. Verlag Gerhard Stalling, Oldenburg / Hamburg 1976, ISBN 3-7979-1656-6.
- Mordillo Lovestory. Wilhelm Heyne-Verlag, München 1987, ISBN 3-453-02555-5.
- Mordillo Blick zurück nach vorn. Wilhelm Heyne-Verlag, München / Hamburg 1985, ISBN 3-88141-027-9.
- Mordillo Golf. Wilhelm Heyne-Verlag, München 1987, ISBN 3-453-00018-8.
- Mordillo Für Erfolgreiche! (Für Sieger). Lappan-Verlag, Oldenburg 1997, ISBN 3-89082-757-8.
- Mordillo für Hundefreunde. Lappan-Verlag, Oldenburg 1997, ISBN 3-89082-759-4.
- Mordillo Zusammen! (Together!). Lappan-Verlag, München 2003, ISBN 3-8303-3061-8.
- Mordillo Eine Liebesgeschichte. Lappan-Verlag, Oldenburg 2005, ISBN 3-8303-3108-8.
- Mordillo Starke Frauen. Lappan-Verlag, Oldenburg 2006, ISBN 3-8303-6136-X.
- Mordillo Tolle Männer. Lappan-Verlag, Oldenburg 2006, ISBN 3-8303-6135-1.
- Mordillo Alles Gute! Lappan-Verlag, Oldenburg 2007, ISBN 978-3-8303-6148-0.
- Mordillo für Golfer. Lappan-Verlag, Oldenburg 2007, ISBN 978-3-8303-6138-1.
- Mordillo zur Hochzeit. Lappan Verlag, Oldenburg 2008, ISBN 978-3-8303-6158-9.
- Mordillo für Fußballer. Lappan-Verlag, Oldenburg 2010, ISBN 978-3-8303-6183-1.
- Mordillo Auf die Liebe! Lappan-Verlag, Oldenburg 2012, ISBN 978-3-8303-6229-6.
- Mordillo Inselcartoons. Lappan-Verlag, Oldenburg 2010, ISBN 978-3-8303-6228-9.
- Mordillo Edition 2014. KV & H-Verlag, Unterhaching / München 2013, ISBN 978-3-8401-2056-5.

## Ausstellungen
- Mordillo. The Very Optimistic Pessimist vom 24. September 2017 bis 7. Januar 2018 in der Ludwig Galerie Schloss Oberhausen